# Жинвальская ГЭС
Жинвальская ГЭС (Жинвали ГЭС) — гидроэлектростанция на реке Арагви (приток реки Кура) в Грузии вблизи населенного пункта Жинвали. Первый агрегат ГЭС пущен в 1985 году. Помимо выработки электроэнергии, выполняет важную функцию водоснабжения города Тбилиси.
Конструктивно представляет собой высоконапорную плотинно-деривационную ГЭС с регулирующим водохранилищем, подземным зданием ГЭС и безнапорной отводящей деривацией. Состав сооружений ГЭС:
- насыпная галечниковая плотина высотой 102 м и длиной 415 м. Плотина образует Жинвальское водохранилище полным объёмом 520 млн.м³ и полезным объёмом 370 млн.м³;
- водосброс открытого типа;
- глубинный водосброс;
- водоприёмник;
- тоннельный напорный водовод длиной 628 м;
- подземное здание ГЭС;
- отводящий безнапорный тоннель длиной 8,5 км;
- отводящий канал длиной 1,5 км;
- буферный бассейн для выравнивания расходов воды после ГЭС и обеспечения забора воды в водопровод;
- ОРУ 110/220 кВ.

Мощность ГЭС — 130 МВт, среднегодовая выработка — 484 млн.кВт·ч. В здании ГЭС установлено 4 гидроагрегата с вертикальными радиально-осевыми турбинами РО 170-В-180, работающими при расчётном напоре 128 м (максимальный напор 160 м), максимальный расход через каждую турбину — 29,25 м³/сек, диаметр рабочего колеса — 1,8 м. Турбины приводят в действие подвесные гидрогенераторы СВ 425/135-14 мощностью по 32,5 МВт. Гидросиловое оборудование произведено харьковскими предприятиями — турбины «Турбоатомом», генераторы «Электротяжмашем». ГЭС обеспечивает водоснабжение городов Тбилиси, Мцхета, Рустави и прилегающих населённых пунктов, а также орошение земель ущелья реки Иори. Из буферного бассейна ГЭС начинается водовод хозяйственного и питьевого водоснабжения длиной 36,7 км, снабжённый фильтровальной станцией.
В 2007 году, Жинвальская ГЭС вместе с системой водоснабжения Тбилиси и Мцхеты была продана швейцарской компании Multiplex Solutions за $85 млн. Мощность станции ограничена наличием проблемы с пропускной способностью отводящего тоннеля, планируется строительство второй ветки тоннеля.